# Hernando Holguín y Caro
Hernando Holguín Caro (Bogotá, 27 de marzo de 1871-Bogotá, 25 de abril de 1921) fue un filósofo, literato, abogado, escritor y diplomático colombiano, miembro del Partido Conservador Colombiano.
Fue un importante orador del partido. Ocupó varios cargos públicos como representante a la cámara y senador, llegando ser presidente del Congreso. También fue un reputado académico, siendo miembro de la Academia Nacional de Historia de Colombia, ocupando la silla (pertenencia numérica) no. 20.
Holguín ocupó brevemente el ministerio de hacienda de su país bajo el gobierno de José Vicente Concha, y la cancillería en dos ocasiones, ambas bajo los gobiernos transitorios de su tío Jorge Holguín Mallarino. Su experiencia en la diplomacia se vio también en su delegación como ministro plenipotenciario en Francia y España.
Como educador dictó cátedra en las Universidad del Rosario y Nacional, siendo un referente académico puesto que uno era centro educativo de las élites católicas, y el otro el centro de pensamiento liberal más importante de su país. De hecho Holguín egresó de ambas instituciones.
Falleció de manera trágica a los 50 años, sin poder convertirse en una ficha presidenciable de su partido, ya que su parentela lo había logrado a finales del siglo XIX y principios del XX. Su fervoroso catolicismo lo convirtió en símbolo para organizaciones ultraconservadoras como los Leopardos, o la doctrina lauranista de los años 50.

## Biografía

### Inicios y educación
Pese a ser un personaje relevante en la historia de su país, es poco lo que se sabe de Hernando Holguín y Caro. Nació el 27 de marzo de 1871 en Bogotá, en el hogar del senador conservador Carlos Holguín Mallarino, siendo parte de la aristocracia bogotana de la época, por lo que gozó de una buena educación.
Ingresó al colegio de San Joaquín, regentado por su tío Víctor Mallarino Cabal. En 1887, a los 16 años, ingresó al Colegio Mayor de Nuestra Señora del Rosario, donde completó su educación en filosofía y letras, siendo educado por José Manuel Marroquín, Carlos Silva Martínez y Joaquín Gómez Otero.
Posteriormente obtuvo un doctorado en derecho y ciencias políticas en la Universidad Nacional de su país, en 1895. Fue profesor de Derecho y Derecho Constitucional en la Universidad del Rosario a partir de 1906. En 1909 fue uno de los patrocinadores de la estatuta del fundador del claustro rosarista, Fray Cristóbal de Torres, instalada en octubre de 1909. También fue uno de los ilustrado que participó en el comité de la celebración del centenario del Grito de Independencia de Colombia de 1810.

### Canciller de Colombia (1909)

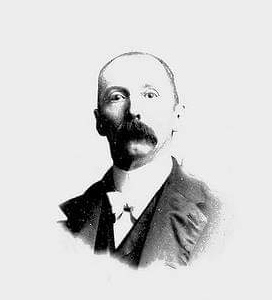
Su tío, el entonces presidente Jorge Holguín, década de los años 10,.

Holguín fue llamado a la Cancillería, el 29 de julio de 1909, por su tío, el presidente pro tempore, Jorge Holguín Mallarino. Sin embargo su estancia en el cargo no representó aportes a la historia colombiana porque sólo estuvo en el cargo unos días, ya que el Congreso colombiano proclamó al veterano de guerra, Ramón González Valencia, como presidente de su país.
El nombramiento de González representó un problema para Holguín, ya que su tío ocupaba desde junio de 1909 la presidencia de Colombia, tras la renuncia del titular Rafael Reyes Prieto. Por el nombramiento de González, el gabinete de Holguín se vio forzado a dimitir el 3 de agosto de 1909.

### Constituyente de 1910
En 1910, Holguín fue elegido uno de los 45 delegados de la Asamblea Constituyente de 1910, que dejó en el tintero el expresidente Reyes antes de su renuncia. Holguín representó a los conservadores junto con otros 28 copartidarios suyos y 17 liberales.
Los principales aportes de la reforma fueron la abolición de la pena de muerte, la prohibición de toda nueva emisión de papel moneda, la fijación de reuniones anuales del Congreso, la elección anual de dos designados presidenciales por el Congreso; y la elección popular del Presidente de la República para un período de cuatro años, consagrándose por primera vez el voto directo.
También se estableció la prohibición al presidente o a quien hiciere sus veces, de salir del territorio nacional durante el ejercicio del gobierno y un año después, sin permiso del Senado; la alternabilidad presidencial impidiendo la reelección para el período inmediato; y se estableció mayor precisión de las facultades del presidente en caso de guerra exterior o de conmoción interior; el restablecimiento de las Asambleas Departamentales y la creación de los departamentos del Valle del Cauca y Norte de Santander.

### Labor diplomática en Colombia y Europa
En 1912, Holguín fue nombrado por el gobierno de Carlos Eugenio Restrepo como Ministro plenipotenciario en Francia, previo al estallido de la Primera Guerra Mundial. Luego pasó a España en las mismas calidades, siendo sorprendido allí por el inicio de hostilidades de la Gran Guerra. Holguín regresó a Colombia tras el fin de la guerra.

### Canciller de Colombia (1919)
Casi 10 años después de ocupar el Ministerio de Relaciones Exteriores, el de 3 de marzo de 1919, fue llamado nuevamente a ocupar la cancillería por el gobierno de Marco Fidel Suárez, quien habiendo ocupado la cancillería varias veces, confió en Holguín la política del respice pollum, con la cual, Colombia se adhirió definitivamente a la política capitalista de Estados Unidos.
Suárez estaba temeroso de la influencia que los comunistas soviéticos estaban empezando a tener sobre los trabajadores y obreros colombianos, por lo que acudió a los norteamericanos en un intento de frenar el avance bolchevique en Colombia.
Sin embargo, Holguín solo permaneció en el cargo por unos meses, hasta el 15 de septiembre de 1919. Por su parte Suárez renunció a la presidencia el 5 de noviembre de 1921, siendo reemplazado por el tío de Holguín, Jorge Holguín, quien terminó el período en 1922.

### Muerte
Hernando Holguín y Caro falleció en Bogotá, el 25 de abril de 1921, a raíz de un accidente de tránsito, a la temprana edad de 50 años. Las crónicas indican que Holguín recibió un golpe de un ciclista anónimo. Su funeral fue un evento de amplia cobertura y asistencia concurrida. Su amigo, el entonces rector de la Rosario, Rafael María Carrasquilla, escribió lo siguiente sobre su muerte inesperadaː

"La sociedad bogotana ha perdido un ornamento y un modelo; muchos pobres y desgraciados se han quedado huérfanos de padre. Colombia, como Raquel, llora y solloza por su hijo y no quiere consolarse, porque él ya no existe"
Rafael María Carrasquilla, 1921.

## Familia
Hernando era miembro de dos prestigiosas familias políticas colombianas; por un lado los Holguín del Valle del Cauca, y por el otro, los Caro de Ocaña, norte de Santander. Su familia tenía tal poder que fue hijo, y sobrino materno y paterno de expresidentes de su país. Además de eso, su familia tiene una larga experiencia en el campo diplomático, como se verá a continuaciónː

### Padres y ascendientes

#### Los Holguín

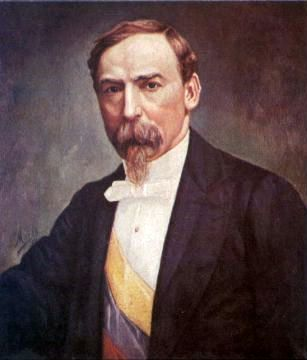
Carlos Holguín, su padre. Retrato de 1890.

Sus padres eran el abogado, escritor y diplomático Carlos Holguín Mallarino, y la dama Margarita Caro Tobar, siendo sus hermanos Carlos, Margarita, Jaime, Catalina, Clemencia, Álvaro y Julia Holguín y Caro. Su padre ocupó la presidencia de Colombia entre 1888 y 1892.

Su padre era hijo, a su vez, del empresario y hacendado Vicente Holguín y Sánchez, y sobrino del colono José Ignacio Holguín, quien es patriarca de la rama familiar de la que descienden todos los individuos de apellido Holguín nacidos en Ecuador. Uno de sus tíos era Jorge Holguín Mallarino, quien también llegó a ser presidente en 1909, y de 1921 a 1922. De Jorge desciende María Ángela Holguín.

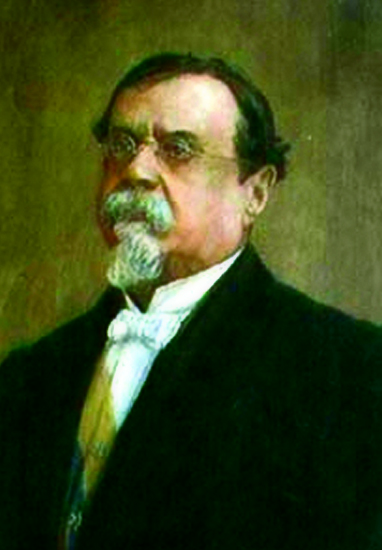
Miguel Antonio Caro, su tío, retrato de 1898.

Su padre y tío, eran sobrinos del educador y político Manuel María Mallarino Ibargüen, ya que la madre de los Holguín era hermana de Manuel. Manuel también ocupó la silla presidencial, entre 1855 a 1857, como vicepresidente encargado del poder. Mallarino estaba casado con la heredera María Mercedes Cabal, quien inspiró la novela María del escritor Jorge Isaacs (quien también era parte de la familia). Su hijo Víctor (quien era primo de los hermanos Holguín, educó a Hernando Holguín).

#### Los Caro
Por otro lado, su madre era hermana del político y escritor Miguel Antonio Caro Tobar, quien sucedió a su padre Carlos en la presidencia, entre 1892 a 1898. Su tío y madre eran hijos del escritor José Eusebio Caro, cofundador del Partido Conservador Colombiano y amigo de Manuel María Mallarino y Vicente Holguín, razón por lo que estas tres familias, junto con los Ospina, son considerando fundadores del conservatismo en Colombia, e históricamente se han asociado a ese partido.
Su tío era padre del financista Julio Caro de Narváez, quien regentó el Banco de la República de Colombia desde 1927 hasta su muerte en 1942.

### Líneas colaterales

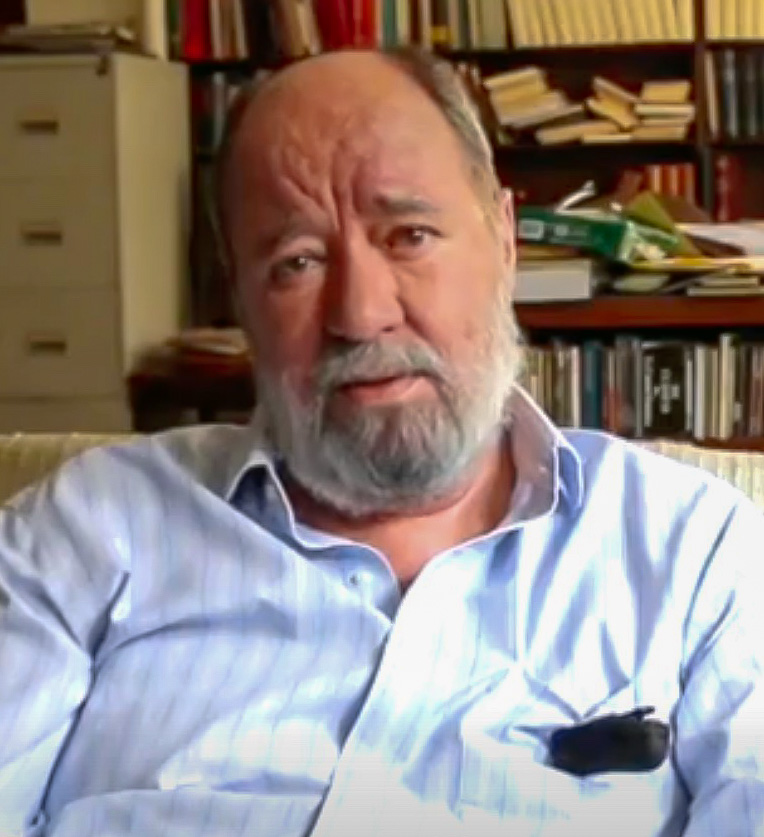
El escritor Antonio Caballero es uno de sus sobrinos lejanos.

Su hermano mayor, Carlos, se casó con Emilia Nieto Torres; su hermana Margarita, destacó como artista plástica y no se casó; Jaime, su tercer hermano se unió con Beatriz Dávila Ordóñez, pareja de la que descienden los hermanos Antonio, Luis y Beatriz Caballero Holguín. Su hermana menor Clemencia contrajo matrimonio con el abogado Roberto Urdaneta Arbeláez, quien llegó a ser presidente entre 1951 y 1953.

### Matrimonio
Hernando contrajo matrimonio con Mercedes Holguín Lloreda, hija de su tío Enrique Holguín Mallarino, lo que quiere decir que el suyo era un matrimonio endogámico entre primos hermanos. No se conoce descendencia de Hernando. Su cuñado-primo era Jorge Holguín, quien estaba casado con la hermana de Hernando, Catalina. De este matrimonio descienden los hermanos Carlos y Andrés Holguín Holguín.

## Obras
- Memoria del presidente de la Sociedad de San Vicente de Paúl (1908).
- El anticlericalismo (1912).
- El veredicto justiciero (1916).
- Sobre Gambetta (1916).
- Conferencias de la filosofía del derecho (1929).
- Algo sobre la labor política del señor Caro [sobre su tío Miguel Antonio Caro] (1947).
- Fe y amorː versos de Hernando Holguín y Caro (1928), en coautoría con Antonio Gómez Restrepo.
- Escritos en prosa (1929).